# State of Origin 2025
 (juillet 2025).
Navigation
Édition précédente Édition suivante
Le State of Origin 2025 est la quarante-quatrième édition du State of Origin, qui se déroule du 28 mai 2025 au 9 juillet 2025 avec trois matchs de rugby à XIII au Suncorp Stadium (Brisbane), l'Optus Stadium (Perth) et l'Accor Stadium (Sydney).

## Déroulement de l'épreuve

### Première rencontre
(mt : - )
Points marqués : 
- Queensland :.
- Nouvelle-Galles du Sud :.

Évolution du score :
Homme du match : 
Arbitre : 
Spectateurs : 

### Deuxième rencontre
(mt : -)
Points marqués : 
- Queensland :.
- Nouvelle-Galles du Sud :.

Évolution du score :
Homme du match :
Arbitre : 
Spectateurs : 

### Troisième rencontre
(mt : -)
Points marqués : 
- Nouvelle-Galles du Sud :.
- Queensland :.

Évolution du score : 
Homme du match : 
Arbitre : 
Spectateurs : 

## Médias
Les droits télévisuels appartiennent à Channel Nine en Australie, Sky Sports en Nouvelle-Zélande, BeIN Sport en France, Premier Sport au Royaume-Uni, Fox Soccer aux États-Unis, Sportsnet World au Canada.
La presse australienne, notamment le mensuel Rugby League Review, suit particulièrement l’évènement; suivie en cela par la presse britannique, en particulier par l'hebdomadaire Rugby Leaguer  & League Express.
Si l'évènement semble encore peu couvert par la presse généraliste française et la presse française sportive, il commence à donner lieu à une certaine couverture de Midi Olympique.